# Alfons Klein (Philologe)

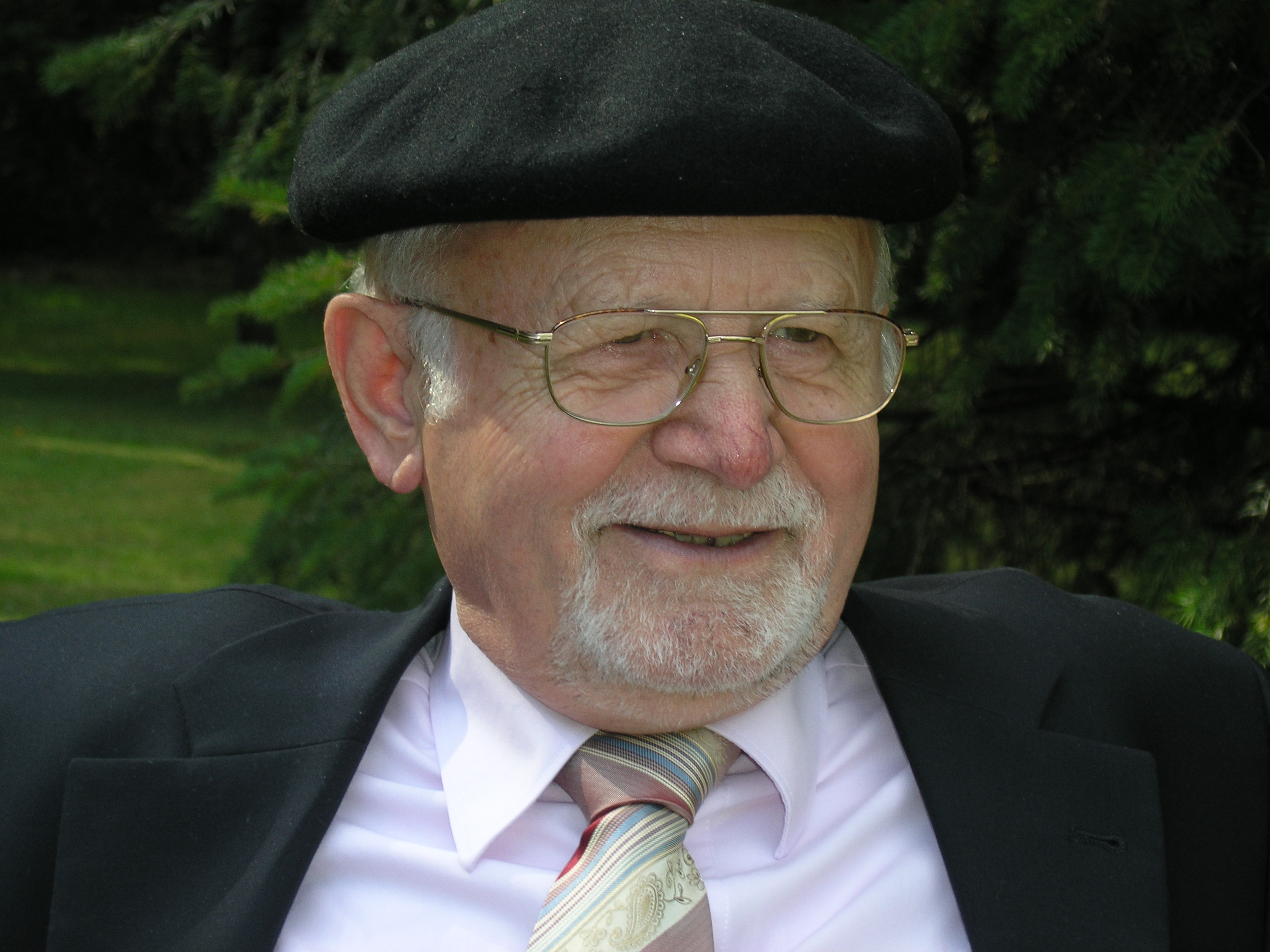
Alfons Klein (2010)

Alfons Klein (* 5. April 1935 in St. Wendel) ist ein deutscher Lehrer und Schriftsteller.

## Leben
Alfons Klein wurde als Sohn des Lokomotivführers Friedrich Klein und dessen Frau Gertrude geboren. Ab 1946 besuchte er das Gymnasium Wendalinum in St. Wendel, an dem er 1955 sein Abitur ablegte. Von 1955 bis 1957 studierte er Altphilologie und Germanistik an den Universitäten Heidelberg, Tübingen und Saarbrücken. 1960 legte er erfolgreich sein erstes Staatsexamen in den Fächern Griechisch und Latein an der Universität des Saarlandes ab, 1962 folgte das zweite Staatsexamen. 1969 bestand er ein weiteres Staatsexamen im Fach Germanistik an der gleichen Universität. Mit einer Dissertation in deutscher Literaturwissenschaft wurde er 1990 an der Universität des Saarlandes mit einer Arbeit über Friedrich von Hagedorn  promoviert.

Von 1962 bis 1971 unterrichtete Klein alte Sprachen am Gymnasium in St. Wendel. Danach war von 1971 bis 1976 als Lehrer für Latein und Deutsch an der Deutschen Schule Bilbao (Spanien) tätig. Nach seiner Rückkehr aus Spanien arbeitete er von 1976 bis 1980 als Lehrer für das Fach „Deutsch als Fremdsprache“ am Studienkolleg der Universität des Saarlandes. Danach wurde er zum stellvertretenden Schulleiter an die Deutsche Schule in Valdivia (Chile) berufen, an der er von 1980 bis 1985 im Fach „Deutsch als Fremdsprache“ unterrichtete. 1985 wechselte er wiederum an das Studienkolleg der Universität des Saarlandes. 1998 wurde Klein pensioniert.

Alfons Klein ist seit 1960 mit seiner Frau Christa geb. Grisard verheiratet. Beide haben gemeinsam eine Tochter und zwei Söhne. Klein lebt und arbeitet im nordsaarländischen St. Wendel.

## Literarische Tätigkeit
Neben seiner pädagogischen Arbeit betätigt sich Alfons Klein seit den 1990er Jahren als Schriftsteller. Sein literarisches Interesse gilt dem Alltag der kleinen Leute, deren Lebenssituationen er präzise beschreibt. In diesem Zusammenhang hinterfragt Klein in seinen Erzählungen und Romanen das Spannungsfeld von Emanzipationsstreben und bürgerlichen Ordnungsvorstellungen in der Adenauer-Zeit der 50er und frühen 60er Jahre. Dabei sind die Wechselwirkungen zwischen den Ordnungsmächten "Religion" und "Bürgerlichkeit" und dem Anspruch auf individuelle Selbstverwirklichung sein zentrales Thema. In seine literarischen Arbeiten lässt Klein häufig autobiografische Elemente einfließen. Dabei wird seine Literatur durchgehend von einem feinen Humor geprägt, den er in einer Selbstauskunft als seine "rote literarische Linie" bezeichnet. 
 Klein unternimmt zahlreiche Lesereisen im deutschsprachigen Raum, unter anderem in der Ständigen Vertretung des Saarlandes beim Bund in Berlin (2011).

## Wissenschaftliche Veröffentlichungen
- Die Lust, den Alten nachzustreben. Produktive Rezeption der Antike in der Dichtung Friedrich von Hagedorns. St. Ingbert: Röhrig-Universitätsverl., 1990. 324 S. (Saarbrücker Beiträge zur Literaturwissenschaft; 25) [Zugl.: Saarbrücken, Univ., Diss., 1990]. ISBN 3-924555-52-4
- Kurz und bündig. Sachtexte in „Deutsch als Fremdsprache“ für ausländische Studenten. Wiesbaum, 1999
- Dasselbe – 2. Aufl. Meckenheim, 2007

## Literarische Veröffentlichungen
- Kriegskinder. Erzählung. Engelsbach: Fouqué Literaturverl., 1998. ISBN 3-8267-4275-3
- Die Leute erzählen viel,  aber es ist auch viel wahr. Erzählungen. Trier: éditions trèves, 2004. ISBN 3-88081-479-1
- Und immer geht die Luft. Satirische Verse. Trier: éditions trèves, 2007. ISBN 978-3-88081-489-9
- Silvias Begräbnis. Erzählung. Saarbrücken: Geistkirch Verlag, 2009. ISBN 978-3-938889-82-4
- Ebbes is immer. "Der Dachs singt" und andere Geschichten aus dem richtigen Leben. Saarbrücken: Geistkirch Verlag, 2011. ISBN 978-3-938889-38-1
- Die Kuh der englischen Königin. Wahre Geschichten und erfundene Tatsachen. Saarbrücken: Geistkirch Verlag, 2013. ISBN 978-3-938889-41-1
- Es is jo nur, dass ma devon schwätzt. Menschliche Befindlichkeiten und der Umgang mit ihnen in Prosa, Vers und Geduld. Saarbrücken: Geistkirch Verlag, 2015. ISBN 978-3-946036-42-5
- Man kann nicht alles haben im Leben – manches aber doch. Saarbrücken: Geistkirch Verlag, 2017. ISBN 978-3-946036-64-7
- An fernen Ufern. Ein deutscher Lehrer in Südamerika. Roman. Saarbrücken: Geistkirch Verlag, 2019. ISBN 978-3-946036-95-1

## Tonträger / Bildträger
- Klein laut. Alfons Klein erzählt Geschichten aus dem richtigen Leben. Saarbrücken: Geistkirch-Verl., 2014. (CD) ISBN 978-3-938889-47-3